# Магура (заповідне урочище, Долинський район)
Магура — заповідне урочище місцевого значення. Об'єкт розташований на території Долинського району Івано-Франківської області, Соболівське лісництво, квартал 11, виділи 10, 11.
Площа — 13,6 га, статус отриманий у 1993 році.